# Aaron Douglas
Pour les articles homonymes, voir Douglas.
Aaron Douglas, (né le 23 août 1971) est un acteur canadien.
Il interprète le sous-officier en chef Galen Tyrol dans la série télévisée Battlestar Galactica.

## Filmographie

### Cinéma
- 2003 : Destination finale 2 : Shérif adjoint Steve Adams
- 2003 : X-Men 2 : Soldat Stryker #1
- 2003 : Lizzie McGuire, le film : Paparazzi #2
- 2003 : Paycheck : Scientifique #3
- 2004 : Saved! : Secouriste
- 2004 : Tolérance zéro (Walking Tall) : Croupier
- 2004 : Les Chroniques de Riddick : Jeune soldat mécano
- 2004 : I, Robot : Avocat #1
- 2004 : Catwoman : Enquêteur #1
- 2004 : The Bridge (court-métrage) : Matt
- 2005 : La Voix des morts : Frank Black
- 2005 : The Little Things (court-métrage) : The Boss
- 2005 : L'Exorcisme d'Emily Rose : Assistant du procureur #1
- 2006 : Chaos : Officier de police
- 2006 : Agent de stars (Man About Town) : Partenaire d'agence #1
- 2006 : Daingerfield (court-métrage) : M. Gameplayer
- 2007 : The Visitor (court-métrage) : Officier de police
- 2007 : Le chantage (Butterfly on a Wheel) : Le sergent de bureau au commissariat
- 2007 : Stories USA : The Boss
- 2008 : Le Jour où la Terre s'arrêta : le sergent Winter
- 2009 : The Plan (vidéo) : Chef Galen Tyrol
- 2010 : Blood: A Butcher's Tale (vidéo) : Sam le boucher
- 2014 : Death Do Us Part : Harry Simpson
- 2014 : Trop près d'elle (The Mentor) : Paul Allenham
- 2015 : Destins croisés (The Driftless Area) : Fireman
- 2015 : The Orchard (court-métrage) : Jack
- 2016 : The Monster de Bryan Bertino : Jesse
- 2017 : Little Pink House : Gouverneur
- 2018 : In Plainview : Penner
- 2019 : Killbird : Prisoner
- 2019 : Thunderbird : Officier Joe Fletcher
- 2020 : Un Noël tombé du ciel (Operation Christmas Drop) : Sampson
- 2021 : A Clüsterfünke Christmas : Windmere

### Télévision

#### Téléfilms
- 2000 : Le Faussaire (The Inspectors 2: A Shred of Evidence) de Brad Turner : Travailleur
- 2001 : Intime trahison (Love and Treason) de Lewis Teague : Secouriste
- 2003 : Stealing Sinatra : Patrouilleur
- 2003 : Avant de te dire adieu (Before I Say Goodbye) de Michael Storey : Enquêteur Jack Sclafani
- 2003 : The Stranger Beside Me : Procureur Baines
- 2003 : Un homme pour la vie (Lucky 7) de Harry Winer : Steven
- 2004 : Magnitude 10,5 : Soldat
- 2007 : Battlestar Galactica: Razor de Félix Enríquez Alcalá : Chef Galen Tyrol
- 2009 : No Heroics d'Andrew Fleming : Père de la fille de l'anniversaire
- 2010 : La Colère de Sarah (One Angry Juror) de Paul A. Kaufman : D.A. Riley
- 2010 : Betwixt de Christian Duguay : Détective Jim Frakes
- 2011 : Ghost Storm de Paul Ziller : Greg Goropolis
- 2011 : Les Roches maudites (Killer Mountain) de Sheldon Wilson : Ward Donovan
- 2014 : Les 12 signes de l'Apocalypse (Zodiac: Signs of the Apocalypse) de W.D. Hogan : Agent Woodward
- 2016 : Enquêtes gourmandes : Meurtre al dente (The Gourmet Detective: Death Al Dente) de Terry Ingram : Frank
- 2019 : La boutique des secrets : Crimes aux enchères (Garage Sale Mysteries: Searched & Seized) de Neill Fearnley : Owen O'Neill
- 2021 : Crossword Mysteries: Terminal Descent de Peter Benson : Gregory Sackett

#### Séries télévisées
- 2000 : Hollywood Off-Ramp
- 2000 : Cold Squad, brigade spéciale (saison 4, épisode 9) : Dean Logan
- 2000 / 2002 : Stargate SG-1 (épisodes 3x20 / 6x02) : Moac / Jaffa #1
- 2001 : Au-delà du réel : L'aventure continue (saison 7, épisode 13) : Kevin Lockwood
- 2002 : Dark Angel (saison 2, épisode 16) : Clerk
- 2002 : Beyond Belief: Fact or Fiction (saison 4, épisode 8) : Det. Dean Santoni
- 2002 : Edition spéciale (saison 1, épisode 6) : Greg Johnson
- 2002 : Mes plus belles années (saison 1, épisode 1) : Line Guy
- 2002 / 2004 : The Chris Isaak Show (épisodes 2x10 / 3x08) : Fender Bender Driver / Reader
- 2002 / 2008 : Smallville (épisodes 1x20 / 7x04) : Michael Birdego / Pierce
- 2003 : Just Cause (saison 1, épisode 18) : FBI Agent Schroder
- 2003 : Black Sash (saison 1, épisode 6) : Officier Danny Bryant
- 2003 : Out of Order (mini-série) : Boston
- 2003 : Jeremiah (saison 2, épisode 3) : Davis
- 2003 : Battlestar Galactica (mini-série) : Crew Chief Tyrol
- 2004 : The L Word (saison 1, épisode 8) : Citizen
- 2004 : Andromeda (saison 4, épisode 20) : Wezlow
- 2004 : Dead Zone (saison 3, épisode 5) : Rob Coulter
- 2004-2009 : Battlestar Galactica (67 épisodes) : Chef Galen Tyrol
- 2006 : Whistler (saison 1, épisode 10) : Lance
- 2006 : Battlestar Galactica: The Resistance (mini-série) : Chef Galen Tyrol
- 2007 : Bionic Woman (saison 1, épisode 1) : gardien de prison
- 2007 : Le diable et moi (saison 1, épisode 5) : Delivery Demon
- 2010 : The Bridge (12 épisodes) : Frank Leo
- 2010-2011 : Hellcats (9 épisodes) : Bill Marsh
- 2011 : Eureka (saison 4, épisode 18) : Dr Ray Darlton
- 2011 : Flashpoint (saison 4, épisode 14) : Gil Collins
- 2012 : The Firm (saison 1, épisode 12) : Gerald Sykes
- 2012 : Written by a Kid (saison 1, épisode 9) : Tychseria
- 2012 : True Justice (saison 2, épisodes 12 & 13) : FBI Agent Adrian Sloan
- 2012 : Shelf Life (saison 3, épisode 11) : Canada Doug
- 2013 : Hemlock Grove (11 épisodes) : Tom Sworn
- 2013 : The Killing (12 épisodes) : Evan Henderson
- 2014 : Falling Skies (saison 4, épisode 5) : Cooper Marshall
- 2014 : The Strain (saison 1, épisode 7) : Roger Luss
- 2015 : Girlfriends' Guide to Divorce (saison 1, épisode 9) : Doug Franklin
- 2015 : The Returned (7 épisodes) : Tony Darrow
- 2015-2017 : iZombie (épisodes 1x08 & 3x01) : Chuck Burd
- 2016 : X-Files : Aux frontières du réel (saison 10, épisode 2) : Lindquist
- 2016 : Flash (saison 2, épisodes 10 & 11) : Russell Glosson / The Turtle
- 2016 : Once Upon a Time (saison 5, épisode 14) : Fendrake the Healer
- 2016 : Dirk Gently, détective holistique (8 épisodes) : Gordon Rimmer
- 2017 : Supernatural (saison 12, épisode 14) : Pierce Moncrieff
- 2017 : Imposters (5 épisodes) : Gary Heller
- 2018 : Salvation (saison 2, épisode 1) : Joe Riggs
- 2019 : Unspeakable (mini-série) : Jim Krepke
- 2019 : The Twilight Zone : La Quatrième Dimension (saison 1, épisode 5) : Mitch
- 2019 : Le cœur a ses raisons (saison 6, épisode 8) : Amos Dixon
- 2019 : Mystery 101 (saison 1, épisode 2) : Karl Muhlenbeck
- 2019 : Aurora Teagarden : Drame en coulisse (épisode 12) : Boyd Stauberg
- 2019 : Van Helsing (saison 4, épisode 11, 12 & 13) : Colonel Nicholson
- 2021 : Fais-moi peur ! (saison 2, épisodes 3 & 6) : Charlie Murphy
- 2024 : Resident Alien (saison 3, épisode 4) : Général Devanney